# アンドリュー・ウェイクフィールド
アンドリュー・ジェレミー・ウェイクフィールド（英: Andrew Jeremy Wakefield, 1956年9月3日 - ）は、イギリスの反ワクチン活動家、元医師、MMRワクチンと自閉症の関連性を虚偽に主張した研究『ランセットMMR自閉症詐欺』に関わったことで医師免許を剥奪され、信用を失った学者である。この論文をきっかけにワクチン接種率が低下し、世界各地で麻疹が流行した。
1998年にMMRワクチンと自閉症を関連付ける論文を『ランセット』に発表し、MMRワクチンと自閉症に関連する新しいタイプの炎症性腸疾患を発見したと主張した。しかし、他の研究者は彼の研究を再現することができず、ワクチンと自閉症との関係は他の多くの研究によって科学的に否定された。その後の調査では、ウェイクフィールドの開示されていない利益相反（薬害訴訟を計画する弁護士から依頼されていた、麻疹単独ワクチンの特許を出願していた等）や証拠の捏造・改竄などの複数の不正行為が判明した。2010年にはランセットが論文を撤回し、ウェイクフィールドは医師免許を剥奪された。
論文の撤回後も、反ワクチン運動はウェイクフィールドの論文を根拠に、MMRワクチンと自閉症との関連を主張し続けている。反ワクチン運動において、ウェイクフィールドは「医学と政府に立ち向かい圧力に潰された殉教者」として、英雄視されている。2001年、ウェイクフィールドはアメリカに移住し、反ワクチン活動家として知られるようになった。2011年には、MMRワクチンと自閉症を関連付ける本を出版し、アマゾンの育児書カテゴリーのベストセラーになった。2016年には、MMRワクチンと自閉症を関連付ける映画『MMRワクチン告発』を制作し、この映画が上映された国でワクチンの接種率が大きく低下した。日本でも2018年に公開される予定だったが、配給会社の判断で中止された。

## 年表
- 1956年：イギリス生まれ[1]。父親は神経科医、母親は開業医[37]。バースのキング・エドワーズ・スクールを卒業[38]
- 1981年：聖マリー病院医科大学で学び、学位（MD）を取得[37]
- 1986年：カナダのトロント大学で、実験動物モデルを用いた小腸移植の組織拒絶反応を研究[39][40]
- 1989年：イギリスのロイヤル・フリー・ホスピタルで、肝臓移植プログラムに従事[41]
- 1993年：麻疹ウイルスとクローン病（原因不明の消化器の炎症性疾患）に関する研究を開始[42][33]
- 1998年：MMRワクチンと自閉症を関連付ける論文を『ランセット』誌に発表[11]
- 2001年：ロイヤル・フリー・ホスピタルからの対照試験による再検証の要請を拒否して病院を辞任[43]。アメリカに移住[44][45]
- 2010年：ランセットが論文を撤回[46]。英国の医事委員会（GMC）が研究不正と結論し、ウェイクフィールドの医師免許を剥奪[47]
- 2016年：MMRワクチンと自閉症を関連付ける映画を制作[22]

## 研究不正事件
1998年、ウェイクフィールド（当時41歳）は、MMRワクチン（麻疹、おたふく風邪、風疹の3種混合ワクチン）が原因で自閉症になるという論文を『ランセット』に発表した。この論文は12人の子どもの患者を研究し、MMRワクチン接種後に腸管の炎症「自閉症性腸炎」が起こり、それが自閉症の原因になるというものである。
この論文を受けて、多くの研究グループが検証を行ったが、複数の大規模調査研究やメタアナリシスでも、自閉症とMMRワクチン、腸疾患との間に関連はないことが確かめられた。自閉症とMMRワクチンの関係については「MMRワクチンを接種する時期と自閉症の発症時期が同時期なことが多い」「MMRワクチンの、どのウイルスのゲノムも腸管で検出されたことがない」など数多くの反論が出された。自閉症の増加については、診断基準の範囲が広くなったこと等も指摘されている。
ウェイクフィールドは論文発表前に、記者会見や病院が発行したビデオニュースリリースで、「新三種混合ワクチンで自閉症になる可能性があり、単独型のワクチンに切り替えたほうが安全」と発表をした。これは後に「記者会見による科学」と批判された。欧米のメディアはこの記者会見を受けて、「麻疹ワクチンが私の子供を自閉症にした（Daily Record）」「知られざる腸疾患が赤ちゃんの悲劇を生んだ（ガーディアン）」などの誇張された見出しで大々的に報じた。BBCニュースによれば、ランセット誌の論文よりも、むしろこの記者会見がMMRワクチン接種への恐怖をあおった。

### 不正行為の判明
2004年 - 、サンデー・タイムズ誌のブライアン・ディア記者が、論文の利益相反や捏造を明らかにした。

#### 利益相反
ウェイクフィールドは、MMRワクチン製造会社に対し集団訴訟を準備をしていた反ワクチン団体の弁護士から、約43.5万ポンド（約7000万円）で論文作成を依頼されていた。12人の子どもの患者は、反ワクチン団体や弁護士を通じて集められ、そのうち数人は依頼人の子どもだった。また、ウェイクフィールドは「自閉症性腸炎」の検査キットの特許や、代替となる麻疹の単独ワクチンの特許を出願していた。これらすべての利益相反（COI）はランセットに申告されていなかった。

#### 捏造、改ざん
論文で12人中9人に存在したとされていた自閉症は、診療記録では1人と診断が不確実な5人であり、3人は明らかに異なった。論文では11人にあるとされていた炎症性腸疾患は、実際は3人であり、ほとんどの例で腸は正常だった。論文では、12人全員が「以前は正常」だったとされているが、5人はワクチン接種「前に」発達上の懸念が記録されていた。論文では、何人かの子どもがワクチン接種後数日で症状を発現したとされていたが、実際には数ヶ月後に始まったケースを除外し、残りのケースの日数も縮めて記録されていた。結果、「自閉症」「腸疾患」「接種直後の発症」に当てはまる例は、1例も存在しなかった。
2011年1月、不正を追及したジャーナリストのブライアン・ディアは、「ウェイクフィールドが自分の主張を裏付けるために患者の病歴を改変し、ワクチンへの恐怖を利用して金銭的利益を得ようとした」と非難した。BMJ編集者のフィオナ・ゴドリーらは、ウェイクフィールドの研究は「手の込んだ詐欺」であると結論づけ、「科学は信頼に基づくものであり、信頼がなければ研究は機能しない。雑誌の編集者、査読者、読者、批評家は皆、少なくとも事実が正直に記録されているという前提で、ウェイクフィールドの小さなケースシリーズへの対応を行ってきた。このような背信行為は深く衝撃的である」と記し、研究不正の再発防止に向けて問題提起を行った。

#### 倫理違反
2010年1月、英国の医事委員会（GMC）は、ウェイクフィールドが研究において"不誠実"な発表をし、患者の最善の利益に反する"非倫理的"な行動をとり、子供たちが受けるかもしれない苦痛を"無慈悲"に無視したと判断した。GMCは、ウェイクフィールドが倫理的な承認を得ることなく、必要のない腰椎穿刺や大腸内視鏡検査などの侵襲的検査（1人の子供を3人で押さえつけることもあった）を子どもに行ったことや、息子の誕生日会に参加した子どもたちに現金を渡して血液サンプルを受け取ったこと等で、世間的に信頼される医師という立場を乱用しその信頼を損ねたこと、責任ある顧問医師としての責務を果たさなかったこと等を違反行為と認定した。

### 論文の撤回、処分
2010年2月、ランセット誌は、調査結果に基づいてウェイクフィールドの1998年の論文を完全に撤回し、論文のデータが改ざんされており、ジャーナルはウェイクフィールドによって「だまされた」と指摘した。2010年5月24日、GMCは、ウェイクフィールドの研究に対する「不誠実さ」と複数の倫理違反を理由に、医師免許を剥奪した。

## アメリカでの活動
ウェイクフィールドは、自分の研究と結論を擁護し続け、詐欺、金銭的動機はなかったと述べている。
2001年、ジェニー・マッカーシーなどの支援によりアメリカのテキサス州に移住し、ハリウッドのセレブ、政治家などを巻き込みながら、科学会から発言を抑圧された「殉教者」「英雄」として活動を続けている。
2004年、テキサス州オースチンで自閉症の研究や「治療」をする「Thoughtful House Center for Children」の設立を支援し、2010年2月に英国の医事委員会（GMC）の調査結果を受けて辞職するまで所長を務めた。その後、この症状に関する研究を委託するために「Strategic Autism Initiative（戦略的自閉症イニシアティブ）」を設立し、「Medical Interventions for Autism（自閉症の医学的介入）」社と「Autism Media Channel（自閉症メディアチャンネル）」社の取締役になった。
2015年の大統領選挙中からドナルド・トランプに対するロビー活動を活発化させた。トランプは自身のツイッターで「ワクチン」と「自閉症」を結びつけるツイートをたびたび行い、1万9000を超える「いいね」がついたことがある。2016年のアメリカ大統領選で、トランプは、テレビ中継された討論会でワクチンと自閉症の関連性を主張した。ウェイクフィールドは反ワクチン活動家を率いてトランプと会談をし、「我々の味方」と呼んでトランプ支持を呼びかけた。そしてもしヒラリーが当選すれば、2年以内にワクチン接種が義務化され、2032年までに子供の2人に1人が自閉症になって全てが終わると述べた。
ウェイクフィールドは、子供への予防接種に加えて、「フッ素や遺伝子組換え食品、現代医療、医療業界、マスメディア」などに対しても懐疑的な発言をし、自然派、代替医療の支持者も引き付けている。彼が移住したテキサス州では、ワクチン免除の傾向が高まり、2003年に2314件だった子供のワクチン免除は、2018年には5万7000件に増加した。また、市民ホールや教会でソマリ人コミュニティに自説を説いたため、このコミュニティのMMRワクチン接種率は91%から54%に減少し、その結果、麻疹が大流行した。

## 反ワクチン映画
2016年、ウェイクフィールドは反ワクチンプロパガンダ映画『MMRワクチン告発（Vaxxed:From Cover-Up to Catastrophe）』を監督し、制作は自身が取締役を務める「Autism Media Channel」が行った。この映画は、アメリカ疾病予防管理センター（CDC）がMMRワクチンと自閉症との関連を示した文章を隠蔽したと主張するドキュメンタリーであり、当初、2016年のトライベッカ映画祭で上映される予定だった。映画祭創設者でもあるロバート・デ・ニーロは、「この問題を巡る討論の機会を設けたい」として上映を計画したが、科学者などから反対が多く寄せられ取り下げた。ウェイクフィールドはこの行為を検閲と呼んだ。しかし、自閉症科学財団（ASF）会長のアリソン・シンガーは、検閲の議論を否定して「これは言論の自由に関わる問題ではなく、危険な言論に関わる問題です。自閉症とMMRワクチンの間に関係性があるとする議論はこれまで何度となく繰り返され、そのたびに関係がないという結論が出されてきました。私たちはもう地球が平面か球体かを議論することはないのです」と述べた。
この映画は、2017年に映画祭が開催されていたカンヌでプライベート上映され、約120万ドル（約1.7億円）の収益を上げ、イタリア、ドイツ、ポーランド、中国で配給契約を結んだと発表されている。

### 日本での公開
2018年、日本でも公開される予定だったが、配給会社の判断で中止された。この映画では、「MMRワクチン（麻疹、おたふく風邪、風疹の3種混合ワクチン）によって日本では飛躍的に自閉症が増えている」として、日本の研究によるグラフが使われていた。しかしこの研究は「1993年に日本ではMMRワクチンの接種が中止されているが、接種の中止後も自閉症の発症率が増加しているため、自閉症とMMRワクチンは関係がない」と結論づけたものだった。
アップリンクは「グラフを持論に有利なようにミスリードしている」と判断し、科学的に信用が出来ないため配給を止めた。
ユナイテッドピープルもこの矛盾についてウェイクフィールドに指摘したが、「1994年から日本では麻疹ワクチンと風疹ワクチンの同時接種が行われていた」と説明を受け、ウェイクフィールドの補足動画を作品の最後に加えることにして公開を決めた。しかし、日本では1994 - 2006年まではワクチンの単独接種が行われており、また、この補足動画の中で「（日本では）1993年 国民の反対でMMRは中止されます」という文章とともに使われた写真は、「すべての子どもが等しくワクチン接種を受けられるように求めるパレード」のものであることが判明した。ユナイテッドピープルの関根社長は公開中止を決め、リサーチ不足であったとして次のように謝罪した。「多くの人に影響を与えうる映画というメディアを扱う人間、伝え手としての責任を痛感しております」「今後しっかりと学びを深め、責任ある情報発信に努めていきます」「『誰のために何を成すのか』この言葉を常に自分に問いかけて生きていきます」。
2019年11月、反ワクチン活動家であるロバート・F・ケネディ・ジュニアがプロデュースした続編『Vaxxed II: The People's Truth』が公開された。この続編に、ウェイクフィールドは「ワクチン障害」というニセ科学の権威として出演している。

## 関連文献
- ブライアン・ディア (2020). The Doctor Who Fooled the World: Science, Deception, and the War on Vaccine（『世界を欺いた医師 ：科学、詐欺、ワクチン戦争』未訳）」. London, UK: Scribe UK. ISBN 978-1-91161-780-8
- ハイジ・J・ラーソン 著、小田嶋由美子 訳『ワクチンの噂　どう広まり、なぜいつまでも消えないのか（原書STUCK：How Vaccine Rumors Start — and Why They Don't Go Away）』磯野真穂（解説）、みすず書房、2021年。ISBN 978-4-622-09052-6。
- ポール・オフィット 著、ナカイサヤカ 訳『反ワクチン運動の真実: 死に至る選択（原書Deadly Choices: How the Anti-Vaccine Movement Threatens Us All）』地人書館、2018年。ISBN 978-4805209219。
- 山内一也『はしかの脅威と驚異』岩波書店、2017年。ISBN 978-4000296656。
- ポール・オフィット (2008). Autism's False Prophets: Bad Science, Risky Medicine, and the Search for a Cure（『自閉症の偽預言者たち――間違った科学、危険な薬と治療法の探求』未訳）. Columbia University Press. ISBN 978-0-231-14636-4
- 名取宏ほか『新型コロナとワクチンの「本当のこと」がわかる本~【検証】新型コロナ デマ・陰謀論』彩図社、2021年。ISBN 978-4801305762。